# Louis Doutrelepont
Louis Josef Doutrelepont (* 15. Oktober 1772 in Malmédy; † 7. Dezember 1862 ebenda) war ein deutscher Lederwarenfabrikant, Bürgermeister von Malmédy und Abgeordneter.

## Leben
Doutrelepont war der Sohn des Sohllederfabrikanten (marchand tenneur) Caspar Josef Doutrelepont (getauft 30. April 1738 in Malmédy; † 1814) und dessen Ehefrau Maria Barbara Teresia geborene Faymonville (* 16. April 1747 in Malmédy; † nach 1802). Er war katholisch und heiratete am 25. August 1802 in Malmédy Maria Anna Alard (* 25. März 1776 in Malmédy; † 22. Dezember 1862 ebenda). Aus der Ehe ging der Sohn Joseph Doutrelepont (1803–1881) hervor. Joseph Doutrelepont (1835–1918) war ein Enkel.
Doutrelepont lebte als Lederfabrikant in Malmédy 1803 wurde er Mitglied der fakultativen Handelskammer. 1826 ist ein Besuch der Messe Leipzig überliefert. 1834 wurde er zum Kommerzienrat ernannt.
Er war in Malmédy 7 Jahre Adjunkt, ab 1812 Mitglied der Armenverwaltung und von 1824 bis 1832 Bürgermeister. Von 1826 bis 1837 war er Abgeordneter und von 1843 bis 1845 stellvertretender Abgeordneter im Provinziallandtag der Rheinprovinz für den Stand der Städte und die Städte Monschau, Eupen, Malmédy und St. Vith. 1852 wurde er mit dem Roter Adlerorden 4. Klasse und 1859 mit der 3. Klasse mit Schleife geehrt.